# Pradettes
Pradettes település Franciaországban, Ariège megyében. Lakosainak száma 44 fő (2022. január 1.). Pradettes Dun, Esclagne, Lieurac, Limbrassac, Sautel és Tabre községekkel határos.

## Népesség
A település népességének változása:
| Lakosok száma | 11   | 29   | 42   | 38   | 43   | 46   | 50   | 47   | 45   | 44   |
|               | 1968 | 1982 | 1990 | 2006 | 2013 | 2015 | 2017 | 2019 | 2020 | 2022 |